# Próle
Próle – wieś w Polsce położona w województwie warmińsko-mazurskim, w powiecie olsztyńskim, w gminie Barczewo. W latach 1975–1998 miejscowość administracyjnie należała do województwa olsztyńskiego. Wieś znajduje się w historycznym regionie Warmia.
Jeruzalem – kolonia wsi Próle, położona ok. 1 km na południe od wsi.

## Linki zewnętrzne

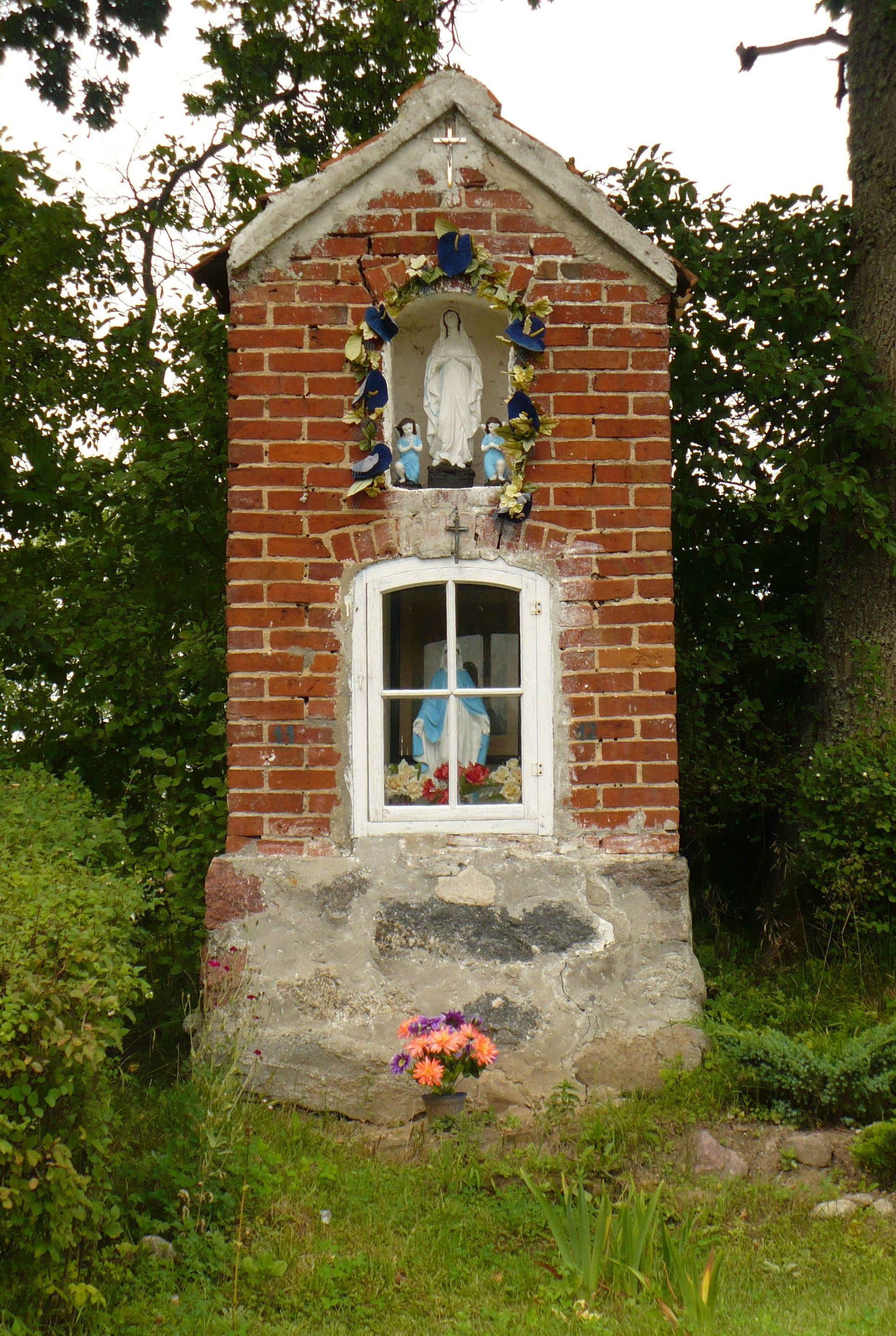
Kapliczka w Prólach